# Jätsberg
Jätsbergs säteri är en herrgård i Jäts socken, Växjö kommun.
Huvudbyggnaden är i trä i två våningar med två flyglar och uppförd 1655. Jätsberg tillhörde 1664-1766 ätten Uggla, 1766-1921 ätten Rappe.